# Giannina e Bernardone
Giannina e Bernardone és una òpera en dos actes composta per Domenico Cimarosa sobre un llibret italià de Filippo Livigni. S'estrenà al Teatro San Samuele de Venècia la tardor de 1781.
Malgrat el seu estil desigual, és una de les primeres òperes bufes en la que comencen
a definir-se alguns elements de la comicitat cimarosiana. Bernardone és un barroer, gelós de la seva dona, Giannina, i si bé la comicitat del personatge masculí no està molt reeixida, Giannina, en canvi, té una gràcia que de figurant la converteix en protagonista. El contrast dramàtic s'estableix entre la parella que formen els protagonistes i els feliços Masino, germà
de Giannina, i Lauretta.
En la trama intervé el Capità Francone (un eco de la Commedia dell'Arte). Giannina canta una
cançó digna d'especial atenció per la seva forma elegant, en la qual no falta el tradicional
enllaç amb la paraula, que al·ludeix al cadenat que Bernardone pensa usar per a tancar la porta de la seva casa, a fi de prevenir la «llibertat» de la seva esposa: «Con el tricchetracche-tra / la fortuna dei gelosi / con la luna se ne va».
Així mateix, la cançó de Francone, qui no és indiferent als encants de Giannina, i que per cridar la seva atenció canta en francès, com feia Don Pietro en l'òpera de Pergolesi Lo frate 'nnamorato, és una pàgina digna de tot respecte. Una troballa dramàtica i musical és l'aparició de Bernardone vestit de cantor ambulant, que vol explicar la història de Giannina i Bernardone. Finalment Giannina intervé i s'arriba al final feliç.
Alguns trets que es perceben a Giannina e Bernardone apareixien ja en la molt recent Il pittore parigino.
El 1782 i el 1783 es representen òperes de Cimarosa, inclosa Giannina e Bernardone, al teatre del comte de Thun a Praga, i partitures de notable èxit es van incloure en el repertori de les companyies ambulants que tocaven a Marsella, París, Varsòvia, Madrid, Cadis, Copenhaguen, Estocolm, Riga, Lisboa, Buda i Viena. Cimarosa era, doncs, un músic europeu, i per això no ha de cridar l'atenció que fos reclamat en la cort de Caterina II.	
L'èxit de Giannina e Bernardone a Venècia li va valer el nomenament com a director del cor femení de l'Ospedale dei Derelitti.